# Yehuda Ashlag

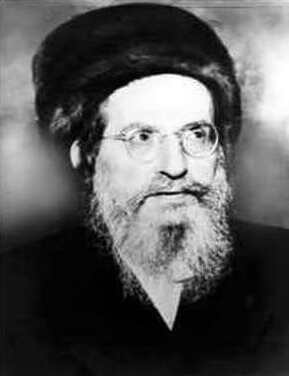
Yehuda Ashlag, Baal HaSulam.

Yehuda Leib Ha-Levi Ashlag (en hebreo: יהודה לייב הלוי אשלג) - nacido en Varsovia, Imperio ruso, en el mes de Tishrei, en 1884 - fallecido en Jerusalén, Israel, en 1954), también conocido como Baal HaSulam (בעל הסולם, «el autor de la escalera», su comentario del Zohar), fue un rabino y cabalista del siglo XX. Ashlag fundó un centro de difusión de la Cábala, dirigido a las masas y continuado por sus discípulos.
El Baal HaSulam empezó a estudiar la Cábala a la edad de siete años, con el libro Etz Jaim (El árbol de la vida) de Jaim Vital, oculto entre las hojas del Talmud babilónico que estaba estudiando. A la edad de doce años estudiaba el Talmud él solo. A los diecinueve años, su gran conocimiento de la Torá le permitió recibir el título de rabino en Varsovia. Después de su estancia en Varsovia, Ashlag aprendió alemán y leyó los textos originales de Hegel, Marx, Nietzsche y de Schopenhauer.
Ashlag reinterpretó la Cábala e influyó notablemente en su difusión. Fue "el cabalista más profundo de su generación. Tal vez, el único hombre que realmente entendió –y sin embargo ayudó a avanzar– las transformaciones del siglo XX. Rav Ashlag acabó con la tradición de 4000 años que había logrado que el gran poder de la Cábala se mantuviese oculto dentro de las escrituras místicas del Arizal. Había llegado el momento de actuar. Las manos de este renombrado sabio iban a abrir las antiguas bóvedas de la Cábala". En 1926, Ashlag parte para Londres donde escribe sus comentarios sobre el libro Etz Jaim del rabino Jaim Vital en un libro titulado Panim Meïrot ouMasbirot. Después de año y medio de trabajo, fue publicado en 1927; Ashlag retorna a Palestina en 1928. Yehuda Ashlag escribió cánticos y compuso melodías como expresión de su percepción espiritual. La mayor parte de sus mélodias provienen de textos cabalísticos, tales como Bnei Heichala Ki Hilatsta Nafshi, Tsadik ke Tamar Ifrach, Leagid Ba Boker Hasdecha, y Kel Mistater Hasal Seder Pesach.

### Enseñanzas
El comentario de Ashlag ofreció una interpretación sistemática de la herencia y las enseñanzas del rabino Isaac Luria, el Arizal HaKadosh. Esta fue la primera ocasión, desde el siglo XVIII, cuando el Baal Shem Tov, Moshé Jaim Luzzatto (Ramjal), el Gaón de Vilna, y Sar Shalom Sharabi (Rashash), ofrecieron al mundo su interpretación de la doctrina de Luria. El sistema de Ashlag se centró en la transformación de la conciencia humana, desde el "deseo de recibir" al "deseo de dar", es decir, desde el egocentrismo al altruismo.